# Línea 70 de TMB
La línea 70 es una línea regular de autobús urbano de la ciudad de Barcelona, gestionada por la empresa TMB. Hace su recorrido entre Sants y el paseo de la Bonanova, con una frecuencia en hora punta de 6-10min.

## Otros datos
| Prestación                   | Disponibilidad en la línea |
| ---------------------------- | -------------------------- |
| Adaptada a                   | Sí                         |
| TMB iBus (tiempo de espera ) | Sí                         |
| Pantallas informativas       | Sí                         |
| Línea de tránsito rápido     | No                         |
| Circula los sábados          | Sí                         |
| Circula en días festivos     | No                         |